# Isidore Legouix
Isidore-Edouard Legouix (* 1. April 1834 in Paris; † 15. September 1916 in Boulogne-sur-Seine) war ein französischer Komponist.
Der Sohn des Musikverlegers und Musikalienhändlers Onésime Legouix studierte ab 1847 am Conservatoire de Paris Harmonielehre bei Napoléon-Henri Reber und Komposition bei Ambroise Thomas. Beim Wettbewerb um den Prix de Rome erlangte er 1860 mit der Kantate Ivan IV. nach Théodore Anne eine lobende Erwähnung.
Nach dem Studium am Conservatoire arbeitete Legouix in der Musikalienhandlung seiner Familie, die von seinem Bruder Gustave Legouix, später von dessen Sohn Robert Legouix geleitet wurde und noch in den 1960er Jahren am Ort ihrer Gründung in der Rue Chauveau-Lagarde Nr. 4 existierte.
Er komponierte mehrere Operetten, denen zeitgenössische Kritiker Talent und Geist bescheinigten. Sie konnten sich aber gegen die übermächtige Konkurrenz der Werke von Hervé, Offenbach, Lecocq, Audran, Planquette und Varney, die die Pariser Operettentheater beherrschten, kaum durchsetzen.
Außerdem komponierte Legouix einige Klavierstücke und Lieder und die englischsprachige komische Oper The Crimson scraf, die in den 1870er Jahren in London gespielt wurde und 1878 in einer Klaviertranskription von Théodore Moëlling in New York erschien.

## Werke
- Un Othello, Operette in einem Akt (Libretto: Charles Nuitter und Alexandre Beaumont), UA 1863
- Le Lion de Saint-Marc, Buffo-Oper (Libretto: Charles Nuitter und Alexandre Beaumont), UA 1864
- Ma Fille, Operette in einem Akt, UA 1866
- Malborough s’en va-t-en guerre, Buffo-Oper in vier Akten, Gemeinschaftskomposition mit Georges Bizet, Léo Delibes und Émile Jonas (Libretto: Paul Siraudin und William Busnach), UA 1867 (nach dem gleichnamigen Volkslied)
- Le Vengeur, Buffo-Oper in einem Akt (Libretto: Charles Nuitter und Alexandre Beaumont), UA 1868
- Deux portières pour un cordon, musikalische Pochade in einem Akt, Gemeinschaftskomposition mit Hervé, Charles Lecocq und G. Maurice unter dem gemeinsamen Pseudonym Alcindor, UA: 1869
- L’Ours et l’amateur de jardins, Bouffonnerie in einem Akt (Libretto: William Busnach und Auguste Maquet), UA 1869
- Les Dernières Grisettes, Buffo-Oper in drei Akten, UA 1874 in Brüssel
- Le Mariage d’une étoile, Operette in einem Akt (Libretto: Eugène Grangé und Victor Bernard), UA 1876
- Madame Clare, somnambule, UA 1877
- La Tartane, Operette
- Quinolette, Operette in einem Akt (Libretto: Maurice Mac-Nab)
- La Clef d’argent, komische Oper in einem Akt (Libretto: Alexandre Beaumont)
- Après la noce, Operette in einem Akt
- La Fée aux genêts, Oper (Libretto: Eugène Adenis)
- Une nouvelle Cendrillon, Operette in einem Akt (Libretto: Eugène Adenis)